# Villa Relly
Die Villa Relly liegt in der Blumenstraße 12 im Stadtteil Niederlößnitz der sächsischen Stadt Radebeul.

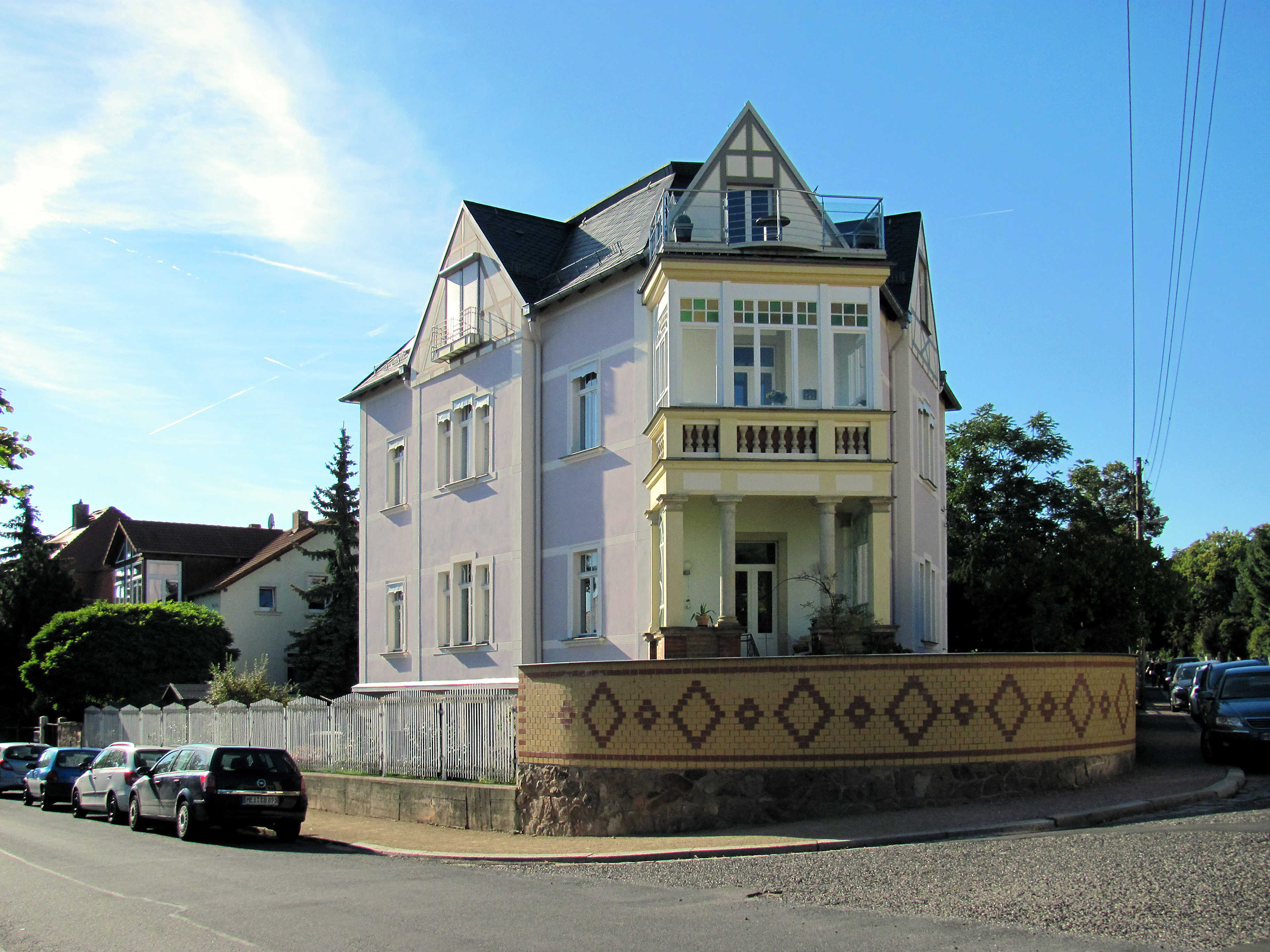
Villa Relly (von Norden)

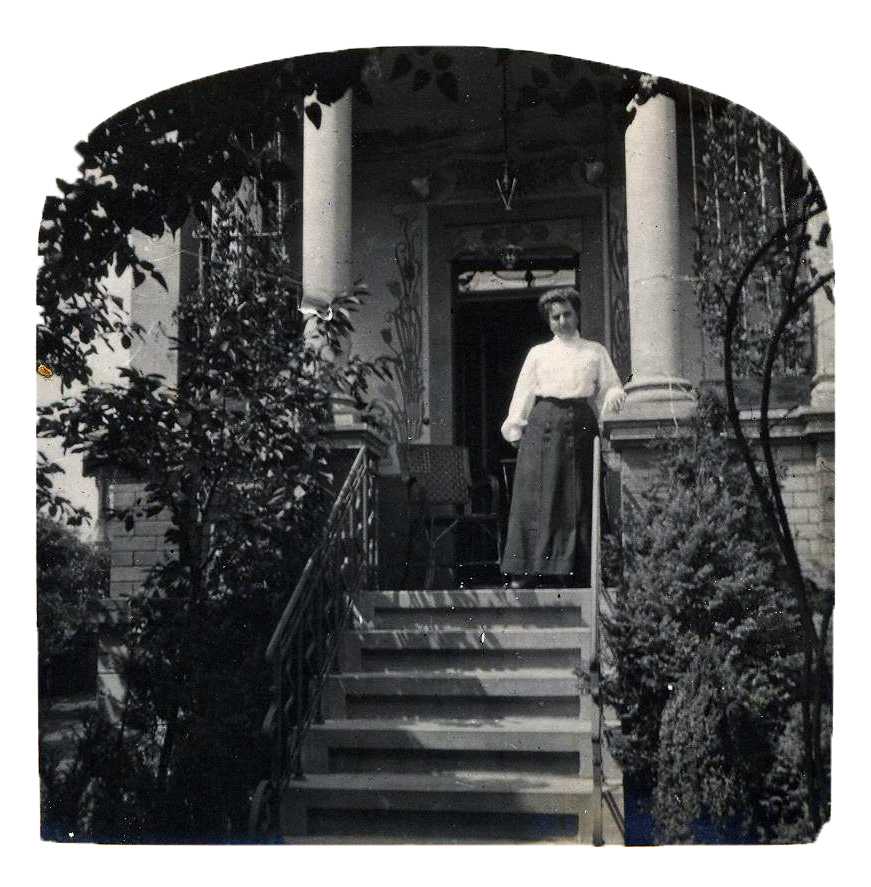
Esperantistin Aurelie Elb auf der Eckterrasse ihrer Erdgeschosswohnung Blumenstraße 12 (1913)

## Beschreibung
Die mit der Einfriedung unter Denkmalschutz stehende Mietvilla steht auf einem spitzwinklig zulaufenden Eckgrundstück, was ihr ihre charakteristische Grundform von der Straßenkreuzung aus gibt.
Die Gebäudespitze zur Kreuzung hin ist in der Form eines Risalits mit Dreiecksgiebel vor dem ausgebauten Dachgeschoss abgefast. In der Mitte der beiden Straßenansichten steht jeweils ein gleicher, nur flach hervortretender Mittelrisalit. Alle drei Giebel sind mit Zierfachwerk belegt. Vor dem Eckrisalit führt eine Freitreppe zu einer vorn offenen und seitlich verglasten, massiven Veranda. Auf deren vier Eckpfeilern und zwei mittleren Säulen liegt vor dem Obergeschoss eine teilweise buntverglaste Veranda mit einer Balustraden-Brüstung. Oben auf der zweigeschossigen Veranda befindet sich ein Austritt aus dem Dachgeschoss mit moderner Metallbrüstung, wohl aus jüngster Zeit. Vor dem linken Risalitgiebel hängt ein französischer Balkon. Das Dach des winkligen Gebäudes bildet oberhalb der verschieferten Schrägseiten ein Plattformdach.
In der Seitenansicht rechts der rechten Straßenansicht (Blumenstraße) steht eine zweigeschossige Holzveranda, in der sich der Hauseingang befindet.
Der Putzbau wird durch Lisenen an den Gebäudekanten gegliedert, dazu kommen Putzbänder auf Höhe der Unter- und Oberkanten der Fenster. Diese sind in den Risaliten zu Drillingsfenstern in Form von Palladiomotiven zusammengefasst. Die Fenster werden von schlichten Sandsteingewänden eingefasst. Vor einigen Fenstern finden sich noch die ursprünglichen metallenen Außenschabracken.
Die Einfriedung vor der Grundstücksecke ist eine runde, farbig ornamentale Ziegelmauer oberhalb einer Bruchsteinmauer, seitlich ergänzt entlang der Straßen durch Lanzettzäune.

## Geschichte

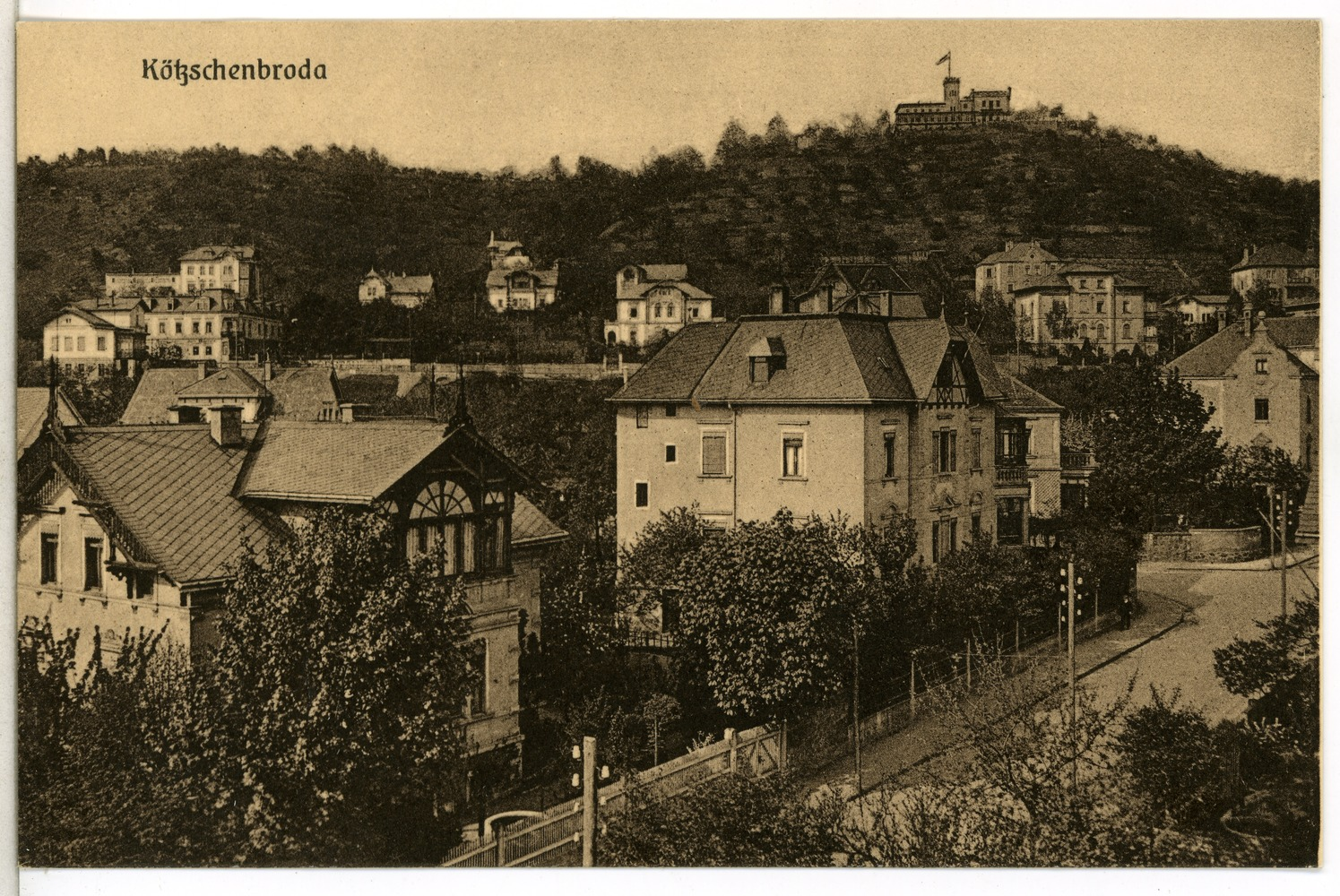
Bildmitte: Villa Relly (von Süden, 1911)

Nachdem der Maurerpolier und Bauunternehmer Friedrich August Moritz Wolf 1898 auf dem nordöstlichen Eckgrundstück Blumenstraße/Horst-Viedt-Straße die Villa Musenheim errichtet hatte, ließ er im Folgejahr 1899 auf dem gegenüberliegenden Straßengrundstück das nächste Wohnhaus, die Villa Brésil, bauen. Nach 1901 wurde dann auf dem südwestlichen Eckgrundstück der Kreuzung die hiesige Mietvilla fertig. Der Bauantrag Wolfs stammte aus dem September 1896, Baugenehmigungen ergingen 1896, 1898 sowie im Dezember 1901. Der Gebäudeentwurf stammte wie bei der Villa Brésil von den Gebrüdern Große.